# Реалізована есхатологія
Реалізована есхатологія (довершена есхатологія) — богословська есхатологічна концепція, згідно з якою спасіння світу вже настало після воскресіння Христа. В цілісному варіанті розвинута у протестантському богослов'ї XX ст., подібні ідеї наявні в більш давніх богословських роботах.

## Історія
У другій половині XIX ст. ліберальна протестантська теологія прагнула пояснити християнство етичними категоріями, відкидаючи містичний зміст. В її межах спасіння пояснювалось в оптимістичному погляді на людський прогрес, в процесі якого людство мало поступово самовдосконалюватися.
Альберт Швейцер звернув увагу, що проповідь Христа мала насамперед есхатологічний, а не етичний характер. Згідно з його думкою, Христос очікував швидкого кінця світу, проте помилився у своїх очікуваннях. Замість кінця світу на вченні Христа виникла церква.
Ідею реалізованої есхатології (англ. realized eschatology) першим запропонував англійський теолог Чарльз Додд у книзі «Притчі про Царство» (англ. The Parables of the Kingdom), яка вийшла у 1935 році.

## Концепція
Згідно з концепцією Чарльза Додда, в момент боговтілення божественна дія увійшла в історію, знищила старий занепалий світ та створила новий. Створення нового світу означало довершення біблейських месіанських пророцтв. Додда критикували за нез'ясоване ставлення до футуристичної есхатології, проте в пізніх роботах він визнав, що остаточне спасіння світу ще має відбутись.
Німецький теолог Йохим Ієреміас (1900—1979) уточнив ідею Додда терміном «есхатологія у дії» (нім. sich realisierende eschatologie). Згідно з ним, процес втілення есхатології розпочався з земним життям Христа, він триває і ми можемо очікувати його завершення в майбутньому.
Тематику довершеної есхатології (англ. inaugurated eschatology) детально розробляв євангельський американський теолог Джордж Елдон Ледд (1911—1982).
Американський професор богослов'я Ентоні Хукема (1913—1988) вважав, що більш точно позицію аміленіалістів виражає сполучення «міленіалізм, що виконується» (англ. realized millenialism), оскільки тисячолітнє царство не прерогатива майбутнього, а знаходиться зараз в процесі реалізації.

## У не протестантському богослов'ї
Мотиви царства Божого, що вже зараз перебуває посеред людей, існують в літургічних текстах, починаючи з давніх редакцій, що досліджується в багатьох роботах з літургіки. Своєю чергою, літургічні тексти базуються на багатьох цитатах з Нового Заповіту відповідного змісту.
На думку професора Санкт-Петербургської духовної академії Іаннуарія (Івлієва) після появи гностичних тенденцій у I ст. задля боротьби з ними положення про реалізовану есхатологію зазнало певної критики, і з тих часів більш звичною та нормативною стає есхатологія майбутнього.